# Saanichton
Saanichton, Columbia Británica es una localidad del municipio Central Saanich, situado entre la capital Victoria y la terminal de B.C. Ferries, al oeste de Pat Bay Highway (Hwy 17), en el cruce de Mount Newton Cross Road y la carretera East Saanich.
Saanichton aloja el Museo de los Pioneros de Saanich, dedicado a la historia de la población de la Península de Saanich.

## Clima
| Parámetros climáticos promedio de Saanichton | Parámetros climáticos promedio de Saanichton | Parámetros climáticos promedio de Saanichton | Parámetros climáticos promedio de Saanichton | Parámetros climáticos promedio de Saanichton | Parámetros climáticos promedio de Saanichton | Parámetros climáticos promedio de Saanichton | Parámetros climáticos promedio de Saanichton | Parámetros climáticos promedio de Saanichton | Parámetros climáticos promedio de Saanichton | Parámetros climáticos promedio de Saanichton | Parámetros climáticos promedio de Saanichton | Parámetros climáticos promedio de Saanichton | Parámetros climáticos promedio de Saanichton |
| Mes                                          | Ene.                                         | Feb.                                         | Mar.                                         | Abr.                                         | May.                                         | Jun.                                         | Jul.                                         | Ago.                                         | Sep.                                         | Oct.                                         | Nov.                                         | Dic.                                         | Anual                                        |
| -------------------------------------------- | -------------------------------------------- | -------------------------------------------- | -------------------------------------------- | -------------------------------------------- | -------------------------------------------- | -------------------------------------------- | -------------------------------------------- | -------------------------------------------- | -------------------------------------------- | -------------------------------------------- | -------------------------------------------- | -------------------------------------------- | -------------------------------------------- |
| Temp. máx. abs. (°C)                         | 15.5                                         | 16.1                                         | 20.5                                         | 25.5                                         | 31.5                                         | 33.9                                         | 34.4                                         | 32.8                                         | 30.5                                         | 27                                           | 17.8                                         | 15                                           | 34.4                                         |
| Temp. máx. media (°C)                        | 7.4                                          | 8.4                                          | 10.5                                         | 13.3                                         | 16.6                                         | 19.5                                         | 22.1                                         | 22.3                                         | 19.3                                         | 13.9                                         | 9.4                                          | 7.0                                          | 14.1                                         |
| Temp. media (°C)                             | 4.8                                          | 5.3                                          | 7.1                                          | 9.3                                          | 12.2                                         | 14.9                                         | 17.0                                         | 17.1                                         | 14.6                                         | 10.3                                         | 6.6                                          | 4.5                                          | 10.3                                         |
| Temp. mín. media (°C)                        | 2.2                                          | 2.2                                          | 3.6                                          | 5.2                                          | 7.8                                          | 10.3                                         | 11.9                                         | 11.9                                         | 9.8                                          | 6.7                                          | 3.8                                          | 1.9                                          | 6.4                                          |
| Temp. mín. abs. (°C)                         | -13.3                                        | -12.2                                        | -8.9                                         | -3.3                                         | -1.1                                         | 2.2                                          | 3.3                                          | 4.4                                          | 1.7                                          | -3.9                                         | -12.2                                        | -13.9                                        | -13.9                                        |
| Precipitación total (mm)                     | 145.1                                        | 89.6                                         | 79.3                                         | 51.5                                         | 41.5                                         | 34.7                                         | 20.5                                         | 26.5                                         | 29.6                                         | 93.0                                         | 155.8                                        | 141.3                                        | 908.2                                        |
| Fuente: Environment Canada                   |                                              |                                              |                                              |                                              |                                              |                                              |                                              |                                              |                                              |                                              |                                              |                                              |                                              |